# Cognet
 Cognet  es una población y comuna francesa, en la región de Ródano-Alpes, departamento de Isère, en el distrito de Grenoble y cantón de La Mure.

## Demografía
| 61 | 47 | 28 | 30 | 40 | 36 | 46 | 51 | 43 | 37 |
| Para los censos de 1962 a 1999 la población legal corresponde a la población sin duplicidades (Fuente: INSEE [Consultar]) |    |    |    |    |    |    |    |    |    |